# MSN Toolbar Suite
MSN Toolbar Suite – narzędzie firmy Microsoft, podobne do znanych na rynku Google Desktop Search i Copernic Desktop Search. Jest to program tworzący indeks istniejących na dysku dokumentów i pozwalający szybko odszukiwać pliki według wyrazów kluczowych. Możliwe jest przeszukiwanie Internetu w oparciu o serwis wyszukiwawczy MSN Search.
Program składa się z wtyczek do Internet Explorera i Outlooka oraz modułu indeksującego. Oprócz tego można zainstalować Adobe PDF IFilter, który pozwala zindeksować i uwzględnić w poszukiwaniach także dokumenty w formacie Portable Document Format.
Domyślnie indeksowane są wiadomości pocztowe i folder z dokumentami, jednak w opcjach można samodzielnie określić zakres indeksowania. Wyszukiwanie może dotyczyć całego zdefiniowanego indeksu lub wybranych jego części, jak dokumenty, poczta z załącznikami (w podziale na Outlook i Outlook Express), grafiki, muzyka, wideo, łącza Ulubione czy programy na dysku.
Wtyczka do przeglądarki umożliwia zdefiniowanie treści automatycznie wypełnianych formularzy (np. loginów do serwisów internetowych czy numerów kart kredytowych), których baza jest poufna i szyfrowana. Wtyczka daje bezpośredni dostęp do serwisu pocztowego Hotmail, serwisu MyMSN, a także blogosfery Spaces. Na żądanie blokuje wyskakujące okna.